# José Mardones (cantante)
José Mardones, nome completo José García de Mardones Ortíz de Pereda (Fontecha, 14 agosto 1868 – Madrid, 4 maggio 1932), è stato un cantante e basso spagnolo, nato nella comunità autonoma dei Paesi Baschi.

## Biografia

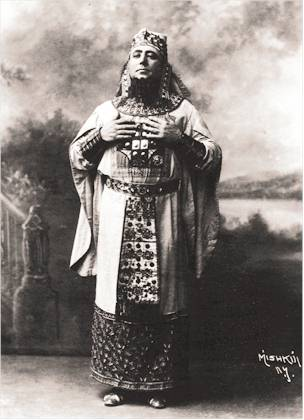
Mardones come Ramfis nell'Aida di Giuseppe Verdi

José Mardones nacque a Fontecha il 14 agosto 1868 e si avvicinò alla musica cantando nei cori locali,come quello della chiesa di Briviesca.
Alcuni anni dopo si trasferì a Madrid per intraprendere una carriera artistica, ma all'inizio ebbe qualche problema e si mantenne cantando nelle chiese.
Successivamente Mardones approfondì le sue conoscenze frequentando il Conservatorio Reale di Madrid, anche se la sua formazione risultò principalmente da autodidatta.
Nel 1891 è apparso per la prima volta al Teatro Colón di Buenos Aires e al Teatro Municipal di Rio de Janeiro. Fino alla fine del secolo ha cantato principalmente nei teatri dell'opera spagnola e nei teatri della zarzuela.
Dal 1909 al 1910 e dal 1913 al 1916 Mardones fu ingaggiato dalla Boston Opera House. Nel 1913 fu invitato da Arturo Toscanini a cantare l'assolo di basso nel Requiem di Giuseppe Verdi.
Nel 1917 si esibì al Metropolitan Opera House, dove cantò fino al 1926, dimostrandosi uno dei migliori cantanti contemporanei.
Tra i suoi ruoli principali si possono menzionare: Sparafucile, Mefistofele, Raimondo, Pimen, Basilio, Wallace ne La fanciulla del West, Walter Fürst nel Guglielmo Tell di Gioachino Rossini, Silva, Fiesco, Indra in Le Roi de Lahore di Jules Massenet.
Ha cantato ne La Vestale di Gaspare Spontini con il soprano Rosa Ponselle, profondamente impressionata dalla sua voce e che disse di lui:
(Rosa Ponselle)
Mardones si distinse più per le sue qualità canore che per la presenza scenica ed interpretativa; la sua risultò una delle più notevoli voci di basso della storia della musica, per volume, estensione e omogeneità.
Nel 1926 Mardones tornò nel suo paese dove fu attivo fino al momento della sua morte, il 4 maggio 1932.

## Repertorio
- Il barbiere di Siviglia di Gioachino Rossini;
- Aida di Giuseppe Verdi
- Faust di Charles Gounod;
- La Juive di Fromental Halévy;
- Carmen di Georges Bizet;
- Gli ugonotti di Giacomo Meyerbeer;
- Mefistofele di Arrigo Boito;
- Lucia di Lammermoor di Gaetano Donizetti;
- Rigoletto di Giuseppe Verdi;
- L'amore dei tre re di Italo Montemezzi.